# Leichtathletik-Länderkämpfe mit deutscher Beteiligung 1941
| Leichtathletik-Länderkämpfe mit deutscher Beteiligung 1941 | Leichtathletik-Länderkämpfe mit deutscher Beteiligung 1941 | Leichtathletik-Länderkämpfe mit deutscher Beteiligung 1941 | Leichtathletik-Länderkämpfe mit deutscher Beteiligung 1941 |
| ---------------------------------------------------------- | ---------------------------------------------------------- | ---------------------------------------------------------- | ---------------------------------------------------------- |
|                                                            |                                                            |                                                            |                                                            |
| 1. Länderkampf 1941, Gehen (M): GER – SWE                  |                                                            |                                                            |                                                            |
| Berlin 25. Mai 1941                                        | Berlin 25. Mai 1941                                        | 1. SWE 2. GER                                              | 25 P 19 P                                                  |
| 2. Länderkampf 1941, Männer: ROU – GER                     |                                                            |                                                            |                                                            |
| Bukarest 21./22. Juni 1941                                 | Bukarest 21./22. Juni 1941                                 | 1. GER 2. ROU                                              | 100 P 63 P                                                 |
| 3. Länderkampf 1941, Männer: ITA – GER                     |                                                            |                                                            |                                                            |
| Bologna 28./29. Juni 1941                                  | Bologna 28./29. Juni 1941                                  | 1. GER 2. ITA                                              | 88 P 80 P                                                  |
| Chronik                                                    |                                                            |                                                            |                                                            |
| ← Länderkämpfe 1940                                        | ← Länderkämpfe 1940                                        | Länderkämpfe 1942 →                                        | Länderkämpfe 1942 →                                        |

Im Kriegsjahr 1941 wurden Leichtathletik-Ländervergleiche mit deutscher Beteiligung weiterhin ausgetragen. Allerdings sank die Anzahl dieser Veranstaltungen nun von fünf auf drei. Für die deutschen Sportler fanden zwei Begegnungen auswärts, die andere in Berlin statt und es gab keine Aufeinandertreffen mit direkten Kriegsgegnern. In allen drei Begegnungen traten die Männer an, für die Frauen wurden in diesem und dem folgenden Jahr keine solchen Wettkämpfe mehr durchgeführt. Ab 1943 wurde der Länderkampfbetrieb dann komplett eingestellt und erst 1951 wieder aufgenommen.

## Durchführung von Sportveranstaltungen in Kriegszeiten
Natürlich waren die Begleitumstände in diesem zweiten Kriegssommer geprägt von den Ereignissen des Zweiten Weltkriegs, wenn auch längst noch nicht so einschränkend wie in den Jahren danach. Sportveranstaltungen wurden in Deutschland in den ersten Kriegsjahren möglichst uneingeschränkt, allerdings schon in geringerer Anzahl, durchgeführt. Das galt auch für die Leichtathletik-Länderkämpfe 1941. Intensiv wurde in Deutschland an der „Endlösung der Judenfrage“ gearbeitet, begleitet von tiefgreifenden Verbrechen gegen das jüdische Volk. Die Großmächte USA und Großbritannien begannen immer stärker damit, gemeinsam Widerstand gegen das Deutsche Reich zu leisten.

## Flagge des Deutschen Reichs
Mit dem Reichsflaggengesetz (RGBl. I S. 1145) verordnete der Reichstag vom 15. September 1935 an für alle offiziellen Anlässe des Deutschen Reichs den Einsatz einer neuen Reichsflagge. Auch für Sportereignisse und die Darstellung von Sportresultaten wurde im Deutschen Reich von da an diese Flagge eingesetzt. So lässt es sich nicht vermeiden, die Fahne mit dem Hakenkreuzsymbol im Sinne einer zeitgerechten Darstellung auch hier in Wikipedia-Artikeln zu verwenden.

## Bilanz
Die drei Länderkämpfe des Jahres 1941 fanden zu jeweils verschiedenen Terminen statt. Auf dem Programm stand diesmal wie 1937, 1938 und 1939 auch wieder ein reiner Geher-Länderkampf. Ein Premierengegner war im Juni Rumänien.
In den drei Begegnungen gab es eine Niederlage und zwei Siege. Wie schon 1937 und 1939 wurde der reine Geher-Vergleich gegen Schweden knapp verloren. So stand die Bilanz in diesen Aufeinandertreffen drei zu eins für Schweden. In den gesamten Länderkämpfen mit Schweden führten die Skandinavier sogar mit sechs zu zwei und waren damit neben den USA das einzige Land, gegen das Deutschland eine negative Bilanz aufzuweisen hatte. Die Männer hatten damit am Ende der Saison in ihren seit dem ersten Länderkampf 1921 insgesamt 68 Vergleichen 58 Siege erzielt und zehn Niederlagen erlitten. Nur gegen die USA hatte Deutschland noch keinen Erfolg vorzuweisen und bei seinem einzigen Vergleich den Kürzeren gezogen. Alle weiteren Bilanzen mit anderen Gegnern außer Schweden und Finnland (ausgeglichen) waren positiv und außer gegen England 1937 hatte es keine weitere Niederlage gegeben.
Bei den Frauen gab es keine Änderungen in ihrer positiven Bilanz. Sie hatten seit dem ersten Frauenländerkampf 1928 nun zehn Siege errungen, dagegen standen drei Niederlagen. Verloren hatten die Frauen zweimal gegen England und einmal gegen das Britische Empire. Jeweils einen Sieg hatte es gegeben gegen England und Japan, zweimal erfolgreich waren Deutschlands Leichtathletinnen gegen Italien, dreimal gegen die Niederlande und gegen Polen.
In der Gesamtsumme aller Länderkämpfe mit deutscher Beteiligung hatten Deutschlands Leichtathleten von 81 Vergleichen 68 gewonnen und dreizehn verloren. Zwei der Niederlagen stammten dabei aus zweiten Plätzen in von Schweden siegreich gestalteten Länderkämpfen mit mehr als zwei Nationen.

## Wertungsmodus
Die Regeln zur Punktevergabe in den beiden Begegnungen mit den üblichen Disziplinen Laufen, Springen, Stoßen, Werfen waren in der Einzelwertung übereinstimmend. Die Punkte folgendermaßen verteilt;: Pl. 1: 4 P, Pl. 2: 3 P, …, Pl. 4: 1 P. In den Staffeln dagegen wurden ganz unterschiedliche Wertungen eingesetzt. Die Wertung im Gehwettkampf dagegen musste von diesem System abweichen, denn hier gab es nicht zwei Teilnehmer je Disziplin, sondern drei.

## Geher-Länderkampf der Männer gegen Schweden
Als erster Ländervergleich mit deutscher Beteiligung der Saison 1941 stand der vierte reine Gehwettbewerb an, der wie 1937, 1938 und 1939 mit Schweden ausgetragen wurde. Früh in der Saison am 25. Mai 1941 fand die Begegnung in Berlin statt. Ausgetragen wurden wie in den vorangegangenen Aufeinandertreffen zwei Wettbewerbe mit den Gehdistanzen über zehn und 25 Kilometer. Pro Land traten jeweils drei Geher an. Die Wertung stimmte ebenfalls überein mit der Punktevergabe in den Treffen zuvor. Der Sieger erhielt sieben Punkte, der Zweite fünf, der Dritte vier Punkte usw. Der sechste Platz stand noch mit einem Punkt zu Buche. Mit 25 zu 19 Punkten mussten Deutschlands Geher wie im ersten und dritten Vergleich eine Niederlage hinnehmen, womit Schweden in den Geher-Begegnungen der beiden Länder mit drei zu eins vorne lag. Es blieb in diesem Jahr bei dieser einen Niederlage in einem Leichtathletik-Länderkampf.

## Länderkampf der Männer gegen Rumänien
Am 21./22. Juni traten die deutschen Männer in ihrem zweiten Ländervergleich des Jahres gegen Rumänien an. Es war das erste Aufeinandertreffen der beiden Länder. Gastgeber war die rumänische Hauptstadt Bukarest. Gewertet wurde in den Einzeldisziplinen umgekehrt ausgerichtet an der Platzierung, das heißt Pl. 1: 4 P, Pl. 2: 3 P, …, Pl. 4: 1 P. In den Staffeln wurden fünf zu drei Punkte vergeben. Deutschland konnte mit 100 zu 63 Punkten einen deutlichen Sieg verbuchen.

## Länderkampf der Männer gegen Italien
Der dritte und letzte Länderkampf des Jahres führte Deutschlands Leichtathleten ins italienische Bologna. Zum nun vierten Mal fand die Begegnung zwischen Deutschland und Italien statt, in diesem Jahr am 28./29. Juni. Die Punktevergabe in den Einzeldisziplinen war identische mit der Wertung im Vergleich gegen Rumänien. Die Staffeln wurden mit jeweils drei zu eins gewertet. Deutschland kam am Ende zum vierten Erfolg über Italien, der diesmal mit 88 zu 80 Punkten allerdings wesentlich knapper ausfiel als in den drei Aufeinandertreffen zuvor.

## Hinweis/Einzelnachweis
1. ↑  Chronik 1941, guntram-von-schenck.de, abgerufen am 12. Dezember 2024
2. ↑  siehe auch Wikipedia-Beitrag 1941, vor allem Abschnitt 1.1.1.4 Die „Endlösung der Judenfrage“